# Eleição municipal de São Luís em 1965
A eleição municipal de São Luís em 1965 ocorreu em 3 de outubro de 1965. O prefeito era Djard Martins (PR) que terminaria seu mandato em 16 de outubro de 1965. Epitácio Cafeteira (PR) foi eleito prefeito de São Luís.

## Resultado da eleição para prefeito

### Primeiro turno
| Candidatos a vice-prefeito | Candidatos a prefeito | Número | Coligação         | Votos recebidos | Percentual |
| -------------------------- | --------------------- | ------ | ----------------- | --------------- | ---------- |
| N/A                        | Epitácio Cafeteira PR | –      | PR, UDN, PSP, PSB | 7.588           | 49,02%     |
| N/A                        | Ivar Saldanha PSD     | –      | PSD, PTB          | 4.832           | 31,21%     |
| N/A                        | Ivaldo                | -      | -                 | 2.446           | 15,80%     |
| N/A                        | Zé Mário              | -      | -                 | 612             | 3,95%      |